# Avia International

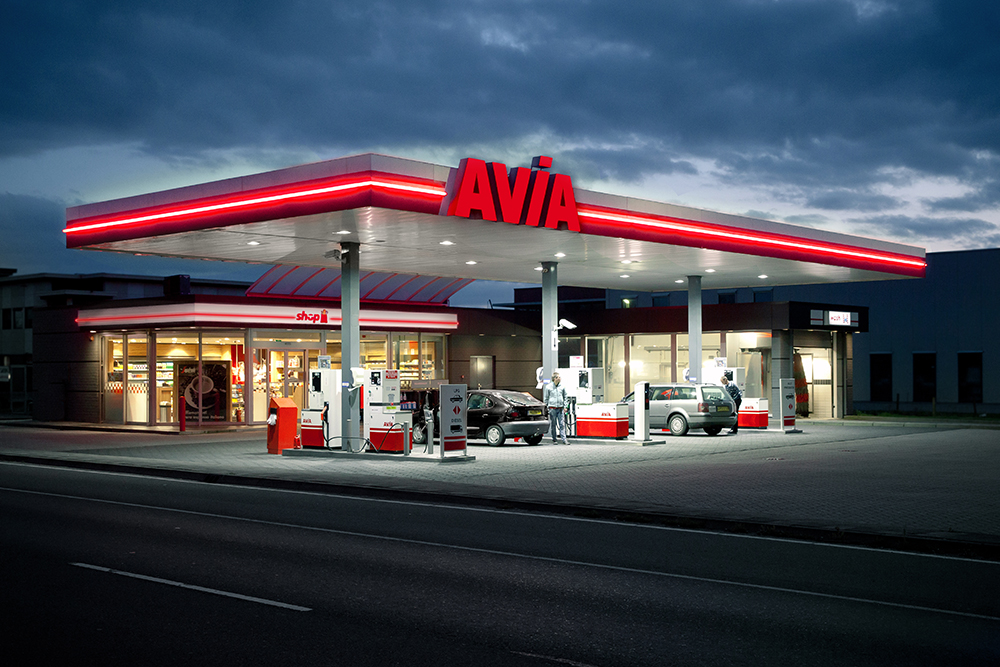
Avia-Tankstelle

Die Avia International (Eigenschreibung teilweise AVIA INTERNATIONAL) ist eine in der Schweiz beheimatete Vereinigung unabhängiger Mineralölimporteure. Zu Avia gehören insgesamt 90 Konzern- und Mitgliedsunternehmen in 15 europäischen Ländern, die ungefähr 3100 Tankstellen betreiben und mehrheitlich mittelständischen Charakter besitzen (KMUs). Damit ist Avia die am weitesten verbreitete konzernunabhängige Mineralölmarke in Europa. Die Avia ist mit 600 vertretenen Tankstellen die grösste Tankstellenmarke der Schweiz, in Frankreich ist sie der drittgrösste Tankstellenbeflagger, in Deutschland mit 35 Mitgliedsunternehmen und mehr als 800 Tankstellen der fünftgrösste.

## Geschäftsbereiche
Die Kernbereiche der Avia-Unternehmen sind der Betrieb von Avia-Tankstellen, die Versorgung von Grosskunden mit Dieselkraftstoff, die Versorgung von Kunden mit Schmierstoffen, Heizölen, Pellets, Gas (LPG, CNG), Elektrizität, auch aus Eigenproduktion von Windenergie und Photovoltaik. Anders als die grossen Mineralölkonzerne besitzt Avia keine eigenen Raffinerien und kauft seine Kraftstoffe bei anderen Anbietern ein beziehungsweise lässt sie in Fremdraffinerien verarbeiten.

## Geschichte

### Ursprünge in der Schweiz
Im Jahre 1927 organisierten mehrere unabhängige Schweizer Importeure von Erdölprodukten unter dem Namen Avia eine Einkaufsgemeinschaft, um sich neben den damals marktbeherrschenden multinationalen Ölkonzernen («Sieben Schwestern») besser behaupten zu können. Der Name Avia wurde in Anlehnung an den Begriff Aviatik gewählt, weil auch mit Flugpetrol gehandelt wurde. Ab 1931 wurde er in der Schweiz als Marke benutzt. Seit den 1950er Jahren schlossen sich mittelständische Unternehmen aus dem europäischen Ausland an, womit Avia auch in diese Länder expandierte. Die früheste Ausdehnung fand nach Frankreich statt, wo sich neben dem Automobilingenieur Roger Ducrot und dem Bauunternehmer André Picoty, deren jeweilige Familienunternehmen das französische Avia-Netz heute allein führen, zunächst noch zehn weitere Unternehmer dem Verbund anschlossen.

### Expansion nach Westdeutschland
Am 26. Mai 1952 erwarben die Mineralölhändler Hugo Oest aus Freudenstadt und Johann Baptist Wagner aus München, dessen Familie noch heute 15 Avia-Tankstellen in Südbayern betreibt, vom Schweizer Avia-Verband eine Lizenz zur Benutzung der Marke Avia. Im Jahr darauf wurde die Deutsche Avia Mineralöl-GmbH gegründet, 1956 die Einkaufsgemeinschaft Avia Mineralöl-AG. Bis 1957 gehörten 14 freie Tankstellenunternehmer zum deutschen Avia-Zweig, der damit etwa ein Viertel der insgesamt unter dieser Marke zusammengeschlossenen Unternehmen stellte.

### Gründung von Avia International

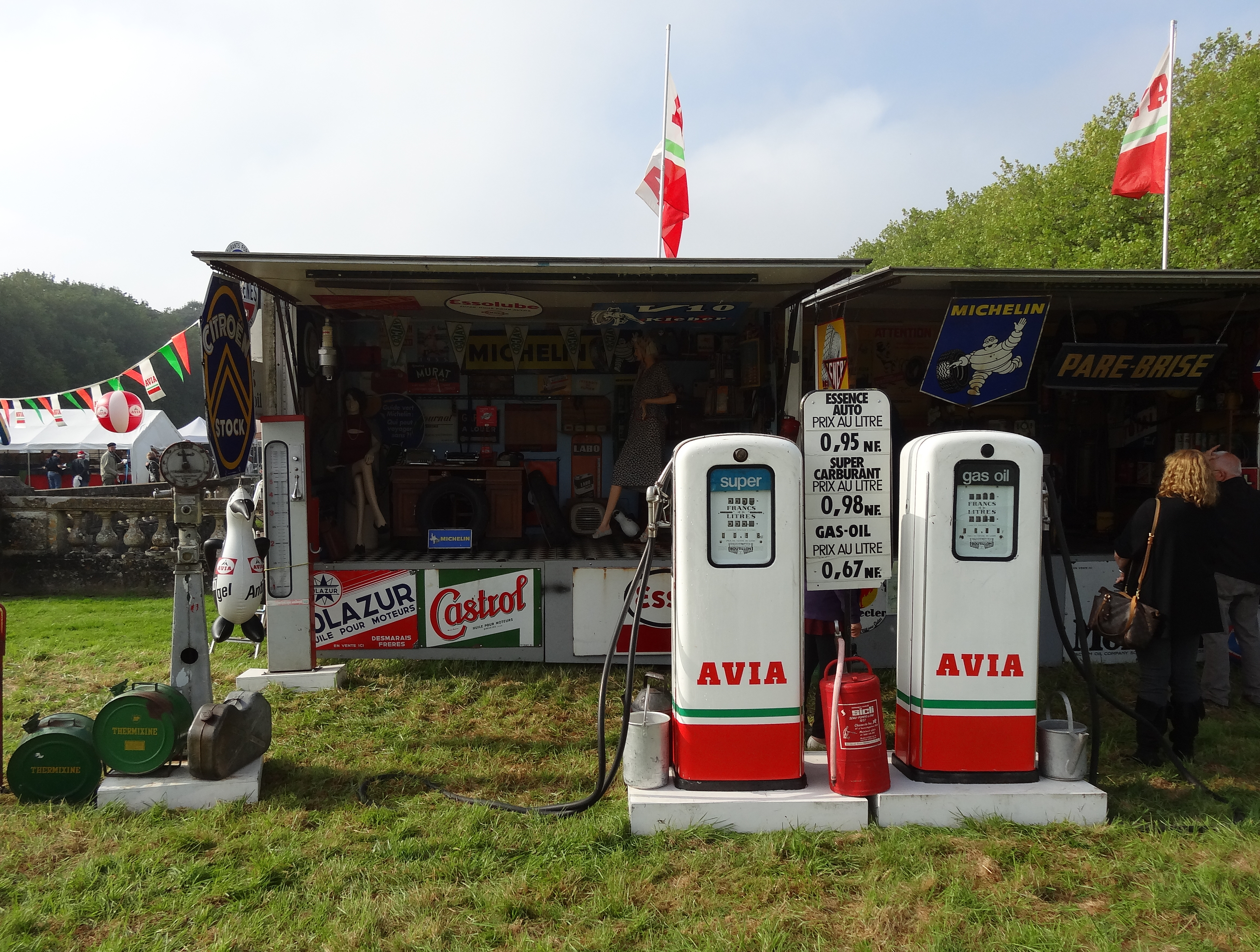
Historische Avia-Zapfsäulen

Als Dachorganisation wurde im Jahre 1960 die Avia International gegründet. Damals gab es 64 Avia-Mitgliedsunternehmen in Europa, Avia Deutschland war die grösste Landesorganisation. 1962 unterhielt die internationale Avia-Organisation in Europa etwa 4800 Tankstellen. Zum bundesdeutschen Avia-Netz gehörten damals 24 freie Mineralölhändler mit rund 1300 Tankstellen. Als Holding der deutschen Avia-Landesgesellschaften fungiert bis heute die Avia Mineralöl-AG in München. Diese Gesellschaft steigerte ihren Umsatz im genannten Jahr von 39,3 auf 48,3 Millionen DM. 1968 gehörten 25 Unternehmen zur westdeutschen Avia-Gruppe.
Eine historische Zapfsäule befindet sich noch in Asbeck (Münsterland), siehe #74 auf Liste der Baudenkmäler in Legden.

### Petro Suisse
In den ersten Jahrzehnten war Avia nur im Downstreamgeschäft (Tankstellen, Endtransport zum Kunden) tätig und dadurch von den grossen Konzernen abhängig. Um sich von dieser Abhängigkeit zu lösen, wollte man mit der Gründung einer eigenen Schweizer Erdölgesellschaft – wie die grossen Konzerne – auch im Upstreamgeschäft tätig werden. Man hätte dann direkt mit den Produktionsländern verhandelt und mit Tanker, Raffinerie bis zur Tankstelle alles in den eigenen Händen gehabt. Die Vorstösse im Schweizer Parlament von 1972 und im Erdölkrisenjahr 1973 wurden vom Bundesrat positiv aufgenommen, weil er um die Energieautarkie des Landes besorgt war. Obwohl der Name Petro Suisse schon gefunden war, kam der Bundesrat aber letztlich zum Schluss, dass die Dimension des Erdölgeschäftes zu gross war, als dass es von der Schweiz hätte finanziert werden können. Auch die 1961 unter Mitwirkung des Avia-Verbands als Gründungsmitglied gebildete schweizerische Erdöl-Vereinigung, die als Lobby der privaten Erdölwirtschaft wirkte und die Regierung in diesen Fragen beriet, sprach sich gegen die Schaffung einer staatlichen Ölgesellschaft aus, um sich nicht dem Vorwurf der Kartellbildung auszusetzen.

### Leitung der Avia Deutschland
Die Leitung der Deutschen Avia Mineralöl-GmbH und der Avia Mineralöl-AG lag über viele Jahre in den Händen des deutschen Verwaltungsjuristen und Finanzmanagers Helmut von Hummel (1910–2012), der während seiner Tätigkeit im Reichswirtschaftsministerium unter Hjalmar Schacht und ab 1937 Hermann Göring für den deutschen Handel mit der Schweiz in der Zeit des Nationalsozialismus zuständig gewesen war. Aus dieser Zeit stammte sein informelles Kontaktnetz in der Schweiz, das ihm als ehemaligem persönlichen Referenten und engsten Mitarbeiter des Leiters der Parteikanzlei der NSDAP Martin Bormann nach Kriegsende den unbehelligten Einstieg in die Wirtschaft ermöglichte. Er schied 1984 als Aufsichtsratsvorsitzender der Avia Mineralöl-AG aus dem Management und ging in den Ruhestand.
Sein Nachfolger in der Unternehmensführung war von 1980 bis 2000 Joachim F. Christopeit. Der Führungswechsel war von einem öffentlichen Skandal begleitet, der sich an Gerüchten über Schmiergeldzahlungen für ertragreiche Ölverträge mit Saudi-Arabien festmachte, die zu Verstimmungen bei Mitbewerbern wie dem Shell-, BP- oder VEBA-Konzern geführt hatten. Bei der Einfädelung des international beachteten Deals spielten neben informellen Verbindungen zum damaligen saudischen Verteidigungsminister Prinz Sultan ibn Abd al-Aziz auch von Hummels Beziehung zu dem früheren Ribbentrop-Vertrauten Hans Hoffmann und die Vermittlung durch Franz Josef Strauß eine Rolle. Die im Frühjahr 1980 aufgenommenen, lukrativen Öllieferungen aus Saudi-Arabien endeten allerdings schon im Februar 1982, als sich der Ölmarkt nach dem Ende der zweiten Ölpreiskrise wieder entspannt hatte. Es gelang Christopeit, den Streit mit Mitbewerbern, Lieferanten und Vermittlern zunächst aussergerichtlich beizulegen und weiteres Aufsehen zu vermeiden. Während seiner weiteren Amtszeit trieb Christopeit die Internationalisierung des bis dahin mit dem Schwergewicht auf der deutschen Zentrale in München geführten Konzerngebildes zielstrebig voran. Zur Jahrtausendwende ging er in Pension.
Ab 1998 leitete Manfred Baumgartner die Avia-Gesellschaften in Deutschland. In seiner Amtszeit stabilisierte er die klassischen Geschäftsbereiche Tankstellen und Mineralölhandel und baute sie durch Zukäufe und Einwerbung neuer Mitgliedsgesellschafter aus. In den letzten Jahren entwickelte sich der Verbund nach Eigenangaben Avias zum umfassenden Energieanbieter weiter. Seit Beginn der 2010er Jahre werden einzelne Avia-Stationen mit Ladesäulen für Elektroautos ausgerüstet. Manfred Baumgartner setzte sich 2013 zur Ruhe; als Chef der Avia-Landesorganisation folgte ihm Holger Mark, ein früherer Manager der BayWa, der im April 2013 zu Avia wechselte. 2020 wurde sein Vertrag bis ins Jahr 2025 verlängert.

### Ausdehnung in weitere Länder
Nach den „Avia-Ländern“ Schweiz, Frankreich, Deutschland, Österreich, Belgien und den Niederlanden, in denen der Markenname Avia schon vor 1960 etabliert worden war, schlossen sich seit der Gründung von Avia International Unternehmen aus diversen weiteren europäischen Ländern dem Verbund an. Am 22. November 1989 wurde in Madrid Avia Spanien in Form einer spanischen Gesellschaft mit beschränkter Haftung gegründet, der Avia Española SL. Heute ist Avia mit 180 Tankstellen im spanischen Markt vertreten. Ein Jahr später folgte am 6. Dezember 1990 die Gründung einer Avia-Vertriebsgesellschaft in Tschechien, die sich der Vereinigung Avia International anschloss. Die Avia-Landesgesellschaft in Polen schloss sich am 30. Januar 1992 dem Verbund an. Später expandierte die Marke Avia in weitere osteuropäische Länder. Am 8. November 2006 fand die Gründung von Avia Ungarn in Budapest statt. In Serbien, wo die Marke Avia schon früher aktiv gewesen war, kam es am 29. August 2012 zu einer Neuordnung von Avia Serbien. Die Vereinigung Avia Bulgarien wurde am 16. Dezember 2016 ins bulgarische Handelsregister eingetragen. Das jüngste Land, in dem die Marke Avia vertreten ist, ist mit Stand 2020 die Ukraine.

## Verbreitung

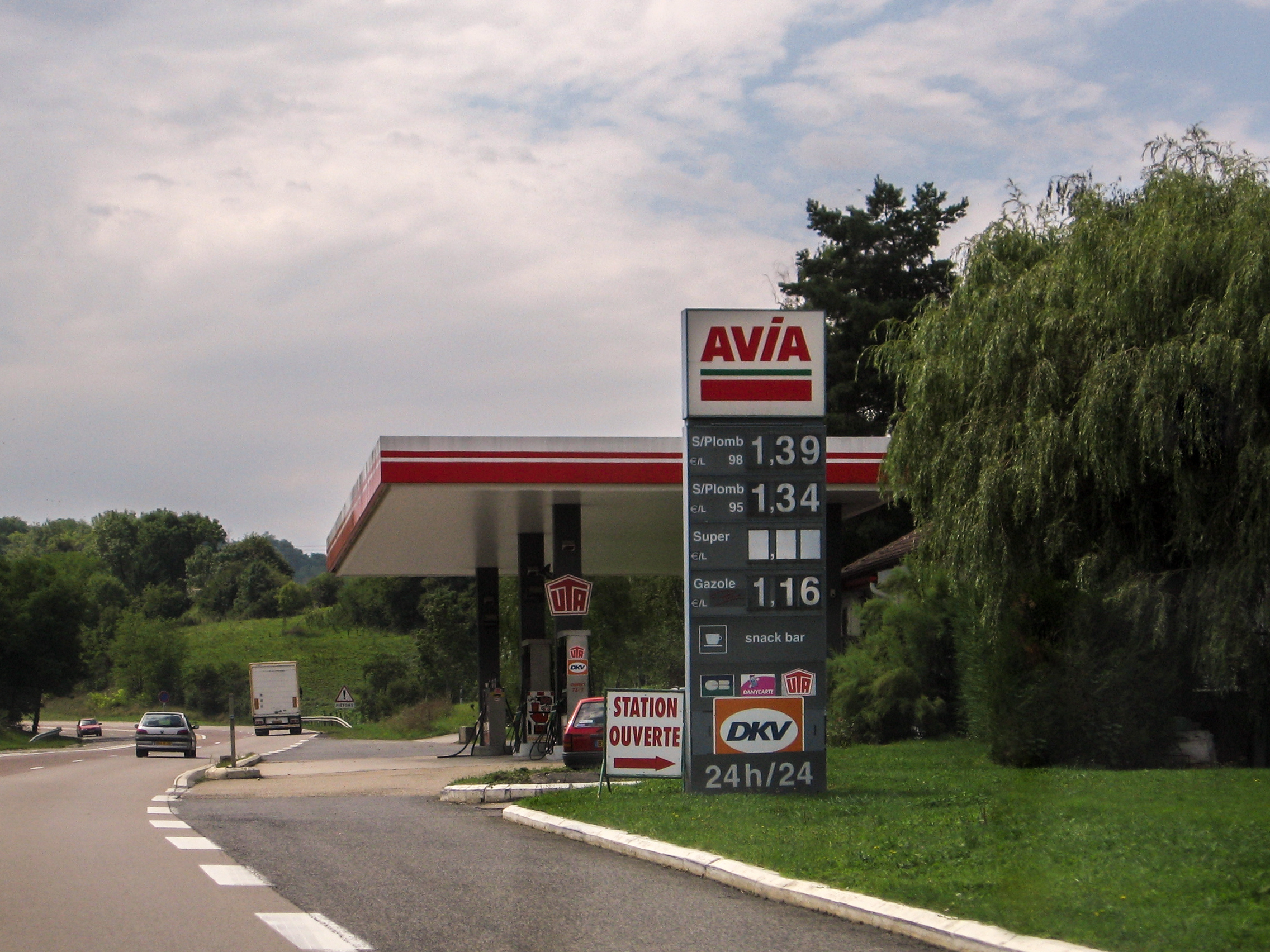
Eine von etwa 70 Avia-Autobahntankstellen in Frankreich (2006)

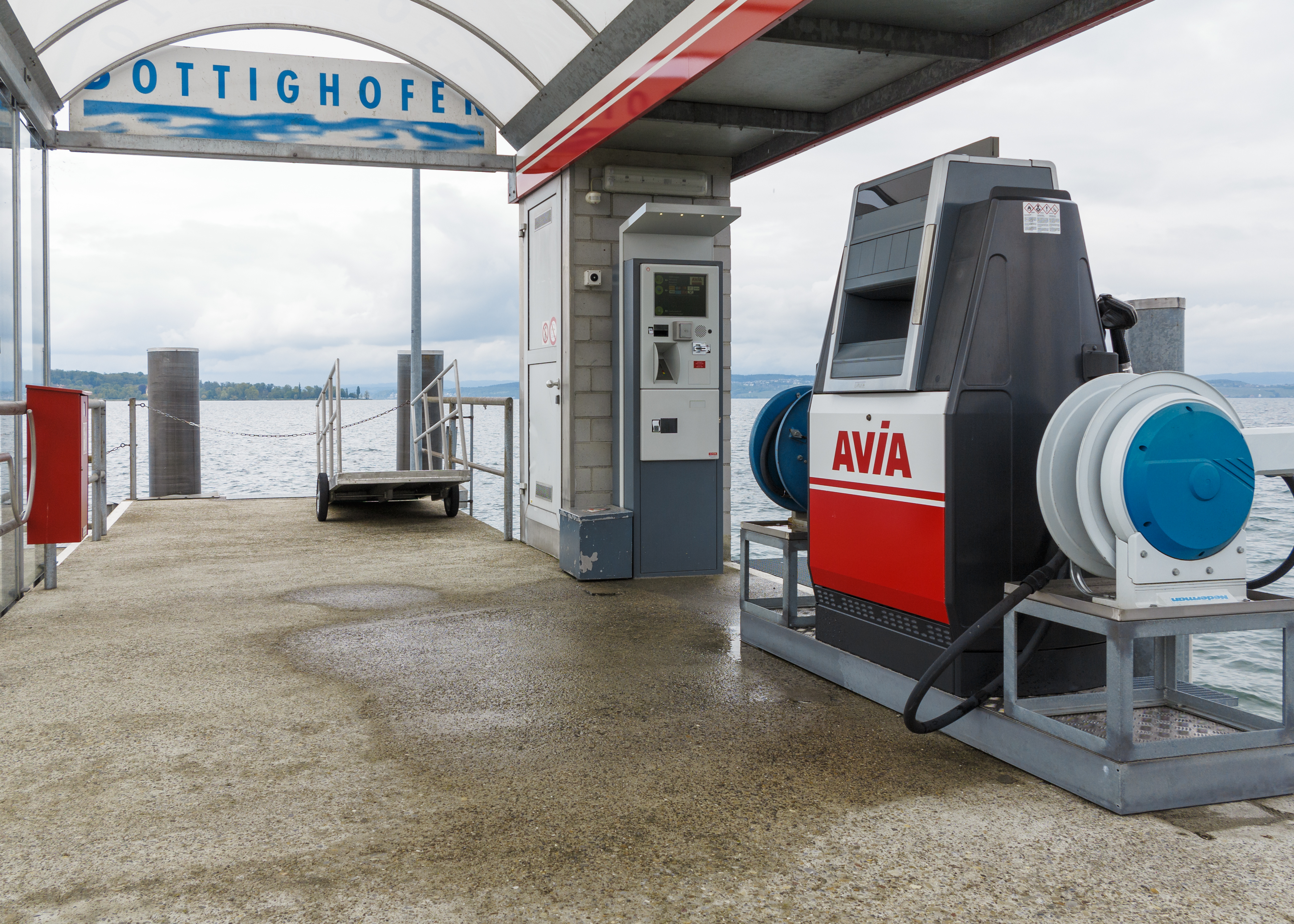
Avia-Tanksäule am Schweizer Bodenseeufer

Die Marke Avia ist heute in 17 europäischen Ländern vertreten (alphabetisch: Belgien, Bulgarien, Deutschland, Frankreich, Italien, Niederlande, Polen, Portugal, Rumänien, Österreich, Schweiz, Serbien, Slowakei, Spanien, Tschechien, Ukraine, Ungarn).
1980 gab es in der Bundesrepublik Deutschland 1345 Avia-Tankstellen, davon 454 mit Selbstbedienung. 2011 gab es in Deutschland 778 Avia-Tankstellen; Avia lag damit auf Rang 5 hinter Aral, Shell, Esso und Total. Im Januar 2015 lag Avia mit 837 Tankstellen in Deutschland weiterhin auf Platz 5, knapp vor der Marke Jet mit 792 Tankstellen. Die gleiche Position im deutschen Tankstellenmarkt hielt Avia auch im Jahr 2017 mit 851 und 2019 mit 871 Tankstellen. Zuletzt kam es zu einer spürbaren Reduktion im deutschen Avia-Tankstellennetz, als ab Frühjahr 2020 die knapp 100 Tankstellen des Mannheimer Kraftstoffvertreibers Minera von Avia auf Esso umflaggten. Umgekehrt wechselten im Mai 2022 knapp 50 vormalige Esso- und OMV-Tankstellen in Bayern und Baden-Württemberg zum Avia-Verbund. Bei den Autogastankstellen liegt Avia in Deutschland mit Stand 2019 mit 336 Stationen auf dem zweiten Platz hinter Total mit 367 Stationen und knapp vor Shell mit 330 Tankmöglichkeiten.
Mit ca. 1500 Tankstellen liegt gut die Hälfte der von der Avia-Gruppe unterhaltenen Abgabestellen in Deutschland und der Schweiz. In der Schweiz sank die Zahl der Avia-Tankstellen dem Markttrend entsprechend Mitte der 2010er Jahre (2016: 604 Stationen; 2015: 659 Stationen); dennoch verfügen die insgesamt elf Avia-Mitgliedsunternehmen, die in der 1927 gegründeten Avia Vereinigung unabhängiger Schweizer Importeure von Erdölprodukten zusammengeschlossen sind, mit über 600 Avia-Tankstellen im Jahr 2017 weiterhin über das schweizweit grösste Netz. Es umfasst sowohl kleine Automatentankstellen in ländlichen Gebieten als auch grosse Shoptankstellen mit Nahversorgungscharakter. 80 Tankstellenshops werden von SPAR betrieben. Zudem soll bis 2023 ein flächendeckendes Netz für Wasserstofftankstellen realisiert werden. In Österreich gibt es zurzeit ungefähr 70 Avia-Tankstellen, die grösstenteils von dem in Zwettl beheimateten Familienunternehmen Franz Eigl Ges.m.b.H. des Unternehmers Rudolf Eigl (1965–2016) betrieben werden, der in den 1990er Jahren auch das Avia-Tankstellennetz in Tschechien aufbaute.
Ausserhalb des deutschsprachigen Raums ist Avia traditionell stark in Frankreich vertreten (aktuell über 700 Stationen), dessen Markt geographisch zwischen den beiden Gründungsmitgliedern Thévenin & Ducrot Distribution S.A.S. (östliche Landeshälfte, Sitz Chevigny-Saint-Sauveur) und Picoty S.A. (Westhälfte, Sitz in La Souterraine) aufgeteilt ist. Dort schaffte die Marke 2010 mit einem Marktanteil von 10 % den Sprung auf den dritten Platz der französischen Tankstellenbetreiber hinter Total (einschliesslich der Marken Elan und Elf) und Carrefour. Von den etwa im gleichen Jahr einsetzenden Umschichtungen auf dem französischen Tankstellenmarkt (Aufgabe zahlreicher Markenkraftstofftankstellen auf dem Land; Rückzug von Carrefour aus dem Autobahntankstellengeschäft) profitierte das Tankstellennetz der beiden Familienunternehmen zusätzlich.
Thevenin & Ducrot betreibt mit Avia Marine ein eigenes Schiffstankstellennetz an der Côte d’Azur mit Yachttankstellen in den Häfen Antibes, Cannes, Cap-d’Ail, Fréjus, Juan-les-Pins, Marseille, Nizza, Saint-Jean-Cap-Ferrat, Saint-Laurent-du-Var und Saint-Tropez und einem Anlieferservice in weitere Mittelmeerhäfen. Auch Picoty betreibt Avia-Bootstankstellen an der französischen Atlantikküste.